# Sibylla Elsing
Sibylla Elsing (* 1996 in München) ist eine deutsche Koloratursopranistin niederländisch-norwegischer Abstammung.

## Leben
Ab dem 6. Lebensjahr bekam Elsing Ballett- und Violinenunterricht. Sie war Finalistin der Landesmeisterschaften NRW im Tanzsport 2017 und 2018. Ihr Gesangstalent wurde während ihres Jungstudiums im Fach Violine an der Wells Cathedral School in England entdeckt, an der sie auch sonst musikalisch gefördert wurde. Während ihres Aufenthalts in England übernahm die Sopranistin Romana Noack die ergänzende Gesangsausbildung.
Im Juli 2019 schloss Elsing ihr Bachelor-Studium „Klassischer Gesang“ an der Folkwang Universität der Künste Essen ab. Dort schloss sie auch ein konsekutives Masterstudium „Klassischer Gesang“ ab. Internationale Meisterkurse erhielt sie bei Roman Trekel, Ryszard Karczykowski, Claudia Visca, Edda Moser, Helmut Deutsch und Siegfried Jerusalem.
Elsing war  Gesamtsiegerin des „May King Award for the Young Singer of the year 2015“ in England, bekam einen 2. Preis beim internationalen Euregio Vokalwettbewerb 2016. 2017 war sie Preisträgerin des Publikumspreises des Richard-Wagner-Verbandes, außerdem war sie Finalistin des internationalen Tiroler Sängerpreises 2020 mit Auftritt im österreichischen Fernsehen ORF.
In der Spielzeit 2018/2019 sang Elsing „Cupido“ in Orpheus in der Unterwelt und die Rolle des Max in der Kinderoper Max und Moritz an der Kammeroper Köln sowie als Cupido am Theater Winterthur.
In der Spielzeit 2019/2020 sang sie erneut „Cupido“. Die geplanten Vorstellungen als „Papagena“ an der Kammeroper Köln wie auch die Rolle der „Adele“ in der Operette Die Fledermaus mit dem Sinfonieorchester Bergisch Gladbach mussten auf Grund der Corona-Krise abgesagt bzw. auf die Spielzeit 2021/2022 verschoben werden.
Sibylla Elsing trat im concerti live stream, im SWR Rundfunk, im HR und im Deutschlandfunk auf. Zudem gab sie Konzerte u. a. auf den Bühnen Frankfurts, Berlins, Hamburgs, Dresdens und Kölns. Sie erhielt Einladungen zum Kultursommer Mittelhessen, dem Festival Alte Musik Aalen, dem Harpsichord en fête festival - Edinburgh, den BASF-Konzerten, den Telemann Festtagen Magdeburg, der Paulskirche und der Alten Oper Frankfurt, dem Mozartfest Würzburg, dem Deutschen Generalkonsulat Istanbul und dem Süreyya Opera House Istanbul.
Im April 2020 war sie Gast in der TV-Sendung Stars von morgen mit Rolando Villazón auf ZDF, arteConcert und 3sat.
Im Frühjahr 2020 war sie Co-Solistin zusammen mit dem Barockflötisten Jan Nigges bei einer CD-Aufnahme in Kooperation mit dem SWR. Die resultierende CD Flauto e Voce erschien im Januar 2021 beim Label SONY CLASSICAL.
Im Juni 2021 wurde Sibylla Elsing beim OPUS Klassik Preis des ZDF als Nachwuchssängerin des Jahres nominiert. Im Rahmen eines Galakonzerts hatte sie im Oktober 2023 einen Auftritt an der Baltic Philharmonic Gdansk zusammen mit dem Tenor José Cura.

## Diskografie
- 2020: Flauto e Voce, Baroque Avenue, Label: Deutsche Harmonia Mundi, Sony Music Entertainment

## Auszeichnungen
- 2015: May King Award for the Young Singer of the year
- 2016: 2. Preis beim internationalen Euregio Vokalwettbewerb
- 2017: Stipendiatin der Yehudi Menuhin Organisation „Live music now“
- 2017: Preisträgerin des Publikumspreises des Richard Wagner Verbandes
- 2020: Finalistin des internationalen Tiroler Sängerpreises im ORF
- 2021: Nominierung OPUS Klassik Preis des ZDF als Nachwuchssängerin des Jahres

## Privates
Elsing lebt in Frankfurt am Main.